# Empoasca loreta
Empoasca loreta är en insektsart som beskrevs av Ross 1959. Empoasca loreta ingår i släktet Empoasca och familjen dvärgstritar. Inga underarter finns listade i Catalogue of Life.